# Breu (betume)
Breu (do francês brai) ou piche ou pez (do latim pix, grego πίσσα) é o nome para qualquer elemento pertencente ao grupo dos viscoelásticos e polímeros. Breu pode ser obtido através de derivados do petróleo ou plantas. O breu derivado do petróleo também é chamado de betume. O breu produzido através das plantas também é conhecido como resina.
O breu era tradicionalmente usado para ajudar a vedar as emendas de veleiros de madeira (ver Construção naval), impermeabilizar embalagens de madeira, e em alguns casos usado para a fabricação de tochas. O breu derivado de petróleo tem a cor negra, e por isso vem a conotação "negro como o breu".